# Берездівський район
Берездівський район — колишня адміністративно-територіальна одиниця Шепетівської округи та Кам'янець-Подільської області Української РСР.

## Історія
21 липня 1924 року при реорганізації адміністративно-територіального поділу Берездів втратив статус районного центру. У лютому 1935 року Берездівський район було відновлено, він проіснував до 1959 року. Після адміністративної реформи 1959 року Берездівський район було поділено між Славутським та Шепетівськими районами.
До складу району входили:
- Бачманівська сільська рада
- Берездівська сільська рада
- Бесідківська сільська рада
- Великоправутинська сільська рада
- Горицька сільська рада
- Городнявська сільська рада
- Корчицька сільська рада
- Красноставська сільська рада
- Кутківська сільська рада
- Майдан-Лабунська сільська рада
- Манятинська сільська рада
- Мухарівська сільська рада
- Піддубецька сільська рада
- Рилівська сільська рада
- Сенігівська сільська рада
- Сьомаківська сільська рада
- Хоровецька сільська рада